# NBA总决赛最有价值球员
比尔·拉塞尔NBA总决赛最有价值球员奖（Bill Russell NBA Finals Most Valuable Player Award），原名NBA总决赛最有价值球员奖，是從1968-69球季開始，授予在每年度NBA总决赛中表现最突出的球员的奖项，通常该奖项都授予获得总冠军的球队的成员。这个奖项是由一个小组投票决定的，这个小组由9位媒体成员组成，他们根据总决赛系列赛的比赛中球员的表现进行投票，获得最高分的球员将获得该奖项。至少有一次NBA总决赛MVP的评选中，球迷是可以在NBA网站上进行投票，票选结果作为第10票计入了最终的结果（注：不容许同时投票给两位球员）。2009年2月14日，在菲尼克斯举办2009年NBA全明星周末的间隙，NBA总裁大卫·斯特恩宣布，NBA总决赛最有价值球员奖正式更名为“比尔·拉塞尔NBA总决赛最有价值球员奖”，以纪念比尔·拉塞尔——这位11次获得NBA总冠军的球员。

## 圖例
| ^        | 現役球員                        |
| *        | 入选奈史密斯籃球名人纪念堂      |
| 球員 (X) | 獲得NBA总决赛最有价值球员的次數 |

## 得獎者
| 年分   | 得獎球員                    | 位置 | 国籍     | 所屬球隊           |
| ------ | --------------------------- | ---- | -------- | ------------------ |
| 1969年 | 杰里·韦斯特                 |      | 美国     | 洛杉矶湖人（亚军） |
| 1970年 | 威利斯·里德                 |      | 美国     |                    |
| 1971年 | 卡里姆·阿卜杜勒·贾巴尔      |      | 美国     | 密尔沃基雄鹿       |
| 1972年 | 沃尔特·张伯伦               |      | 美国     | 洛杉矶湖人         |
| 1973年 | 威利斯·里德（2）            |      | 美国     |                    |
| 1974年 | 约翰·哈夫利切克             |      | 美国     | 波士顿凯尔特人     |
| 1975年 | 里克·巴里                   |      | 美国     | 金州勇士           |
| 1976年 | Jo·Jo·懷特                  |      | 美国     | 波士顿凯尔特人     |
| 1977年 | 比尔·沃尔顿                 |      | 美国     | 波特兰开拓者       |
| 1978年 | 韦斯·昂塞尔德               |      | 美国     | 华盛顿子弹         |
| 1979年 |                             |      | 美国     | 西雅图超音速       |
| 1980年 | 魔术师约翰逊                |      | 美国     | 洛杉矶湖人         |
| 1981年 | 塞德里克·麦克斯维尔         |      | 美国     | 波士顿凯尔特人     |
| 1982年 | 魔术师约翰逊（2）           |      | 美国     | 洛杉矶湖人         |
| 1983年 | 摩西·马龙                   |      | 美国     | 费城76人           |
| 1984年 | 拉里·伯德                   |      | 美国     | 波士顿凯尔特人     |
| 1985年 | 卡里姆·阿卜杜勒·贾巴尔（2） |      | 美国     | 洛杉矶湖人         |
| 1986年 | 拉里·伯德（2）              |      | 美国     | 波士顿凯尔特人     |
| 1987年 | 魔术师约翰逊（3）           |      | 美国     | 洛杉矶湖人         |
| 1988年 | 詹姆斯·沃西                 |      | 美国     | 洛杉矶湖人         |
| 1989年 | 乔·杜马斯                   |      | 美国     | 底特律活塞         |
| 1990年 | 伊塞亚·托马斯               |      | 美国     | 底特律活塞         |
| 1991年 | 迈克尔·乔丹                 |      | 美国     | 芝加哥公牛         |
| 1992年 | 迈克尔·乔丹（2）            |      | 美国     | 芝加哥公牛         |
| 1993年 | 迈克尔·乔丹（3）            |      | 美国     | 芝加哥公牛         |
| 1994年 | 阿基姆·奥拉朱旺             |      | 美国     | 休斯敦火箭         |
| 1995年 | 阿基姆·奥拉朱旺（2）        |      | 美国     | 休斯敦火箭         |
| 1996年 | 迈克尔·乔丹（4）            |      | 美国     | 芝加哥公牛         |
| 1997年 | 迈克尔·乔丹（5）            |      | 美国     | 芝加哥公牛         |
| 1998年 | 迈克尔·乔丹（6）            |      | 美国     | 芝加哥公牛         |
| 1999年 | 蒂姆·邓肯                   |      | 美国     | 圣安东尼奥马刺     |
| 2000年 | 沙奎尔·奥尼尔               |      | 美国     | 洛杉矶湖人         |
| 2001年 | 沙奎尔·奥尼尔（2）          |      | 美国     | 洛杉矶湖人         |
| 2002年 | 沙奎尔·奥尼尔（3）          |      | 美国     | 洛杉矶湖人         |
| 2003年 | 蒂姆·邓肯（2）              |      | 美国     | 圣安东尼奥马刺     |
| 2004年 | 昌西·比卢普斯               |      | 美国     | 底特律活塞         |
| 2005年 | 蒂姆·邓肯（3）              |      | 美国     | 圣安东尼奥马刺     |
| 2006年 | 德韦恩·韦德                 |      | 美国     | 迈阿密热火         |
| 2007年 | 托尼·帕克                   |      | 法國     | 圣安东尼奥马刺     |
| 2008年 | 保罗·皮尔斯                 |      | 美国     | 波士顿凯尔特人     |
| 2009年 | 科比·布莱恩特               |      | 美国     | 洛杉矶湖人         |
| 2010年 | 科比·布莱恩特（2）          |      | 美国     | 洛杉矶湖人         |
| 2011年 | 德克·诺维茨基               |      | 德国     | 達拉斯小牛         |
| 2012年 | 勒布朗·詹姆斯               |      | 美国     | 邁阿密熱火         |
| 2013年 | 勒布朗·詹姆斯（2）          |      | 美国     | 邁阿密熱火         |
| 2014年 | 科怀·伦纳德                 |      | 美国     | 圣安东尼奥马刺     |
| 2015年 | 安德烈·伊格达拉             |      | 美国     | 金州勇士           |
| 2016年 | 勒布朗·詹姆士（3）          |      | 美国     | 克里夫兰骑士       |
| 2017年 | 凯文·杜兰特                 |      | 美国     | 金州勇士           |
| 2018年 | 凯文·杜兰特 （2）           |      | 美国     | 金州勇士           |
| 2019年 | 科怀·伦纳德（2）            |      | 美国     | 多倫多暴龍         |
| 2020年 | 勒布朗·詹姆士（4）          |      | 美国     | 洛杉矶湖人         |
| 2021年 | 揚尼斯·安戴托昆波           |      | 希腊     | 密爾沃基公鹿       |
| 2022年 | 史蒂芬·柯瑞                 |      | 美国     | 金州勇士           |
| 2023年 | 尼古拉·約基奇               |      | 塞爾維亞 | 丹佛金塊           |
| 2024年 | 杰倫·布朗                   |      | 美国     | 波士頓塞爾特人     |
| 2025年 | 謝伊·吉爾傑斯-亞歷山大      |      | 加拿大   | 俄克拉荷马城雷霆   |

## 紀錄
- 杰里·韦斯特是唯一一个所在球队并没有获得当年NBA总冠军的得獎者。
- 获得三次或以上FMVP的球员共五位，分别是：
  - 迈克尔·乔丹，（1991-93，1996-98，共6次）
  - 雷霸龍·詹姆士，（2012，2013，2016，2020）
  - 埃尔文·约翰逊，（1980，1982，1987），而他是第一位也是唯一一位获得总决赛MVP的当年新秀。
  - 沙奎尔·奥尼尔，（2000-02）
  - 蒂姆·邓肯，（1999，2003，2005）
- 获得二次FMVP的球员共七位，分别是：
  - 威利斯·里德，（1970，1973）
  - 卡里姆·阿卜杜勒·贾巴尔，（1971，1985）
  - 拉里·伯德，（1984，1986）
  - 哈基姆·奥拉朱旺，（1994，1995）
  - 科比·布莱恩特，（2009，2010）
  - 凯文·杜兰特，（2017，2018）
  - 科怀·伦纳德，（2014，2019）
- 代表三支不同的球队拿到总决赛最有价值球员奖的球员共一位：
  - 雷霸龍·詹姆士，2012和2013年代表迈阿密热火队、2016年代表克利夫兰骑士队、2020年代表洛杉磯湖人隊
- 代表两支不同的球队拿到总决赛最有价值球员奖的球员共兩位，分别是：
  - 卡里姆·阿卜杜勒·贾巴尔，1971年代表密尔沃基雄鹿队、1985年代表洛杉矶湖人队
  - 科怀·伦纳德，2014年代表圣安东尼奥马刺队、2019年代表多伦多猛龙队
- 1980年，埃尔文·约翰逊获得该奖项，成为历史上最年轻的获奖者（20岁276天）。
- 1982年，埃尔文·约翰逊再次获得该奖项，成为历史上最二年轻的获奖者（22岁298天）。
- 2014年，科怀·伦纳德获得该奖项，成为历史上最三年轻的获奖者（22岁351天）。
- 2007年，托尼·帕克是首位获得该奖项的欧洲球员。
- 2011年，德克·诺维茨基是第二位獲得該獎項的歐洲球員。
- 2015年，安德烈·伊格达拉是唯一在例行賽全無先發過卻拿到FMVP的球員。
- 2019年，科懷·倫納德是首位分別在東西區的球隊贏得決賽MVP的球員。
- 2020年，雷霸龍·詹姆士是第二位分別在東西區的球隊贏得決賽MVP的球員。
- 2021年，揚尼斯·安戴托昆波是第三位获得該獎項的歐洲球員。
- 2023年，尼古拉·約基奇是第四位获得該獎項的歐洲球員。